# Bathaniyya
Al-Bathaniyya fou un antic districte i regió natural de Síria, amb capital a Adhriat, actualment Der'a, entre el Jàbal ad-Druz, a l'est, la plana de Lajà i el Jàydur, al nord, el Jawlan, a l'oest, i els turons d'al-Júmal, al sud. La regió es coneix també com an-Nuqra, "el Buit". A l'antiguitat fou anomenada Batanea. El nom deriva de la paraula àrab bathna, "plana sense pedres".
Al-Bathaniyya fou ocupada pels àrabs el 635 i va rebre l'estatut de terra de kharaj, sent assignada al jund o districte militar de Damasc, i de vegades incorporada al districte de Hawran. Del segle xvii al XIX, sota domini otomà, fou afectada per les incursions dels nòmades àrabs Anaza i Rwala, la qual cosa la convertí en una zona molt insegura; per la mateixa època fou poblada per la població de les muntanyes de Hawran que els drusos anaven expulsant a mesura que s'instal·laven en aquesta última regió.